# محمد الحمادي
محمد الحمادي كاتب وصحفي وإعلامي إماراتي وُلد عام 1971، وتخرج في قسم الإعلام والاتصال الجماهيري بكلية الآداب بجامعة الإمارات العربية المتحدة، وتولى رئاسة تحرير جريدة الاتحاد الإماراتية، وشغل منصب رئيس تحرير صحيفة الرؤية الإماراتية وشغل رئيس اتحاد الصحفيين الخليجين ورئيس جمعية الصحفيين الاماراتية وهو الان الرئيس والمالك لمنظمة جسور انترناشونال الملحة بحقوق الانسان ورئيس جمعية الصحفيين العرب

## مسيرته المهنية
بدأ محمد الحمادي عمله في صحيفة الاتحاد في عام 1994 كمحرر في قسم الأخبار المحلية، وتدرج في المناصب إلى أن شغل منصب رئيس قسم الأخبار المحلية والاقتصادية بالجريدة في الفترة ما بين عامي 1998 و2002، وكان له عمود يومي بالإضافة إلى مقال سياسي أسبوعي ثابت بالجريدة منذ عام 1997، وحتى عام 2002، ثم أُختير عضواً بفريق إعادة هيكلة مؤسسة الإمارات للإعلام في الفترة ما بين عامي 2002 و2004.
عمل الحمادي مديراً تنفيذياً بمؤسسة «الإمارات للإعلام»، ثم أصبح مديراً للنشر التخصصي بشركة أبو ظبي للإعلام عامي 2006 و2007، ثم مديراً للمطبوعات الجديدة في شركة «أبوظبي للإعلام» بدءاً من عام 2008 وحتى عام 2010، إلى أن تولى في عام 2010 رئاسة تحرير مجلة «ناشيونال جيوغرافيك» بنسختها العربية، والتي تصدرها شركة «أبوظبي للإعلام»، ثم عمل كمدير إقليمي لفرع شركة أبوظبي للإعلام بالمملكة العربية السعودية بدءاً من عام 2010، وحتى عام 2012، ثم أصبح مديراً لدائرة الخدمة العامة في شركة أبوظبي للإعلام في الفترة ما بين عامي 2012 و2013.
وفي عام 2013، تولى محمد الحمادي رئاسة تحرير صحيفة الاتحاد، وظل في منصبه حتى عام 2018، إلى جانب تعيينه عضواً بهيئة التدريس المساعد في كليات التقنية العليا عامي 2014 و2015. عمل محمد الحمادي أيضاً مديراً تنفيذياً لتحرير والنشر بشركة أبو ظبي للإعلام في الفترة ما بين عامي 2014 و2018، وفي 14 أكتوبر (تشرين الأول) عام 2016، أصبح محمد الحمادي رئيساً لتحرير صحيفة الرؤية الإماراتية وجميع منصاتها الرقمية.
حظى محمد الحمادي بعضوية العديد من المنظمات والهيئات، فهو عضو مؤسس في منظمة القيادات العربية الشابة، ورئيس جمعية الصحفيين الإماراتيين بدبي اعتباراً من مارس (آذار) عام 2018، وعضو بالاتحاد الدولي للصحفيين وعضو باتحاد الصحفيين العرب، وعضو بالمجلس الوطني للإعلام بدءاً من عام 2013، وعضو بالمجلس الاستشاري لكلية الاتصال بجامعة الشارقة اعتباراً من عام 2015، وعضو بمجلس إدارة جائزة الصحافة العربية، وعضو بمجلس الاستشاريين في قناة سكاي نيوز العربية بأبي ظبي، وعضو بمجلس إدارة اتحاد كتاب الإمارات، كما حظي بعضوية مجلس أمناء جائزة الشيخ حمدان بن محمد بن راشد آل مكتوم الدولية للتصوير الضوئي في الفترة ما بين عامي 2011 و2015..

## مؤلفاته
ألف محمد الحمادي عدداً من المؤلفات فيما يتعلق بالشأن السياسي على الصعيدين المحلي والدولي، ومن أهمها:
- زمن المحنة: صدر عام 2008.
- ديمقراطية الإمارات: صدر عام 2009.[7]
- خريف الإخوان: صدر عام 2016 عن دار التنوير للنشر والتوزيع ببيروت.[8][9][10]
- المقاطعة.. لماذا الآن؟: صدر عام 2018 عن دار مداد الإماراتية للنشر والتوزيع بأبي ظبي، ويقع الكتاب في 327 صفحة، ويضم مجموعة مقالات نقدية عن رؤيته الشمولية لأمزة مقاطعة الرباعى العربى المكون من المملكة العربية السعودية، والإمارات العربية المتحدة، والبحرين، ومصر لقطر.[11]

## التكريمات والجوائز
حظي محمد الحمادي بتكريم العديد من الجهات، وحصل على عدد من الجوائز من أهمها:
- جائزة الشيخ راشد بن سعيد آل مكتوم للتفوق العلمي عام 1995.
- جائزة الصحفي المتميز من نادي دبي للصحافة عام 2001.
- جائزة تريم عمران الصحفية لفئة أفضل مقال صحفي للعام 2003.
- جائزة شخصية العام الاتحادية من مركز الإمارات للدراسات والبحوث الاستراتيجية.
- وسام وزير الداخلية الإماراتي لخدمة المجتمع.
- جائزة الشيخ محمد بن زايد آل نهيان للعمل الإنساني.